# Gelis infumatus
Gelis infumatus là một loài tò vò trong họ Ichneumonidae.